# Матано (озеро)
Мата́но (індонез. Danau Matano) — озеро на півдні острова Сулавесі, Індонезія. Має тектонічне походження. Найглибше озеро в Індонезії ділить із озером Буенос-Айрес (озеро) позиції 9-10 серед найглибших озер світу і є найглибшим із озер розташованих на островах. Разом із іншим великим озером Товуті й трьома меншими належить до системи озер Малілі, сполученою рікою з затокою Боне.
Дно озера знаходиться на 590 метрів нижче дзеркала вод, найглибша його ділянка лежить на глибині 208 метрів нижче рівня моря, таким чином, значна частина об'єму водойми розміщена вище рівня моря.
Вік озера, за оцінками, від одного до чотирьох мільйонів років. Вода озера надзвичайно бідна на поживні мінеральні речовини. Проте озеро Матано є одним з місць, особливо багатих на ендемічні види флори і фауни.
На берегах озера є поклади нікелевої руди, що видобувається компанією PT Vale Inco Indonesia Tbk.